# Lusiano Aisake
Lusiano Aisake est un roi coutumier d'Uvea qui règne de 1904 à 1906. Il arrive au pouvoir après Vito Lavelua II en août 1904. Il a alors environ 65 ans.
D'après Jean-Claude Roux, Lusiano Aisake est le « favori du résident Chauvot, mais élu contre l'avis du résident De Keroman ». Le capitaine français Adigart, commandant l'aviso Protet qui passe à Wallis en octobre 1904, le juge « peu favorable aux blancs de l'île ». Le résident Viala le juge très négativement, « au comportement ombrageux et autoritaire ».
Aisake règne pendant deux ans ; il meurt le 7 septembre 1906. Un de ses cousins au quatrième degré, Sosefo Mautamakia Ier, lui succède.